# Vrede van Breda

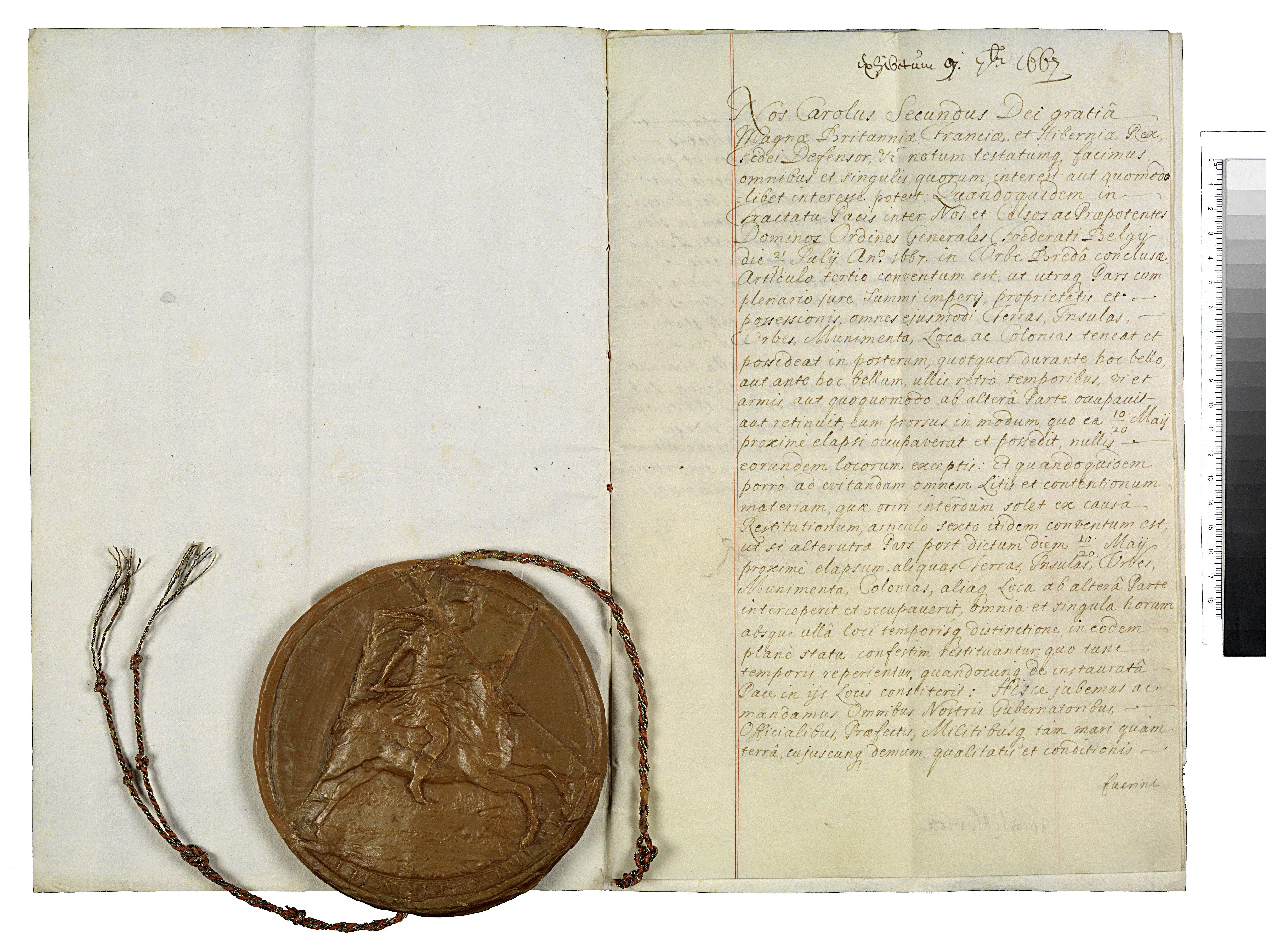
Slotpagina van het Verdrag van Breda

Het Verdrag van Breda, gesloten op 31 juli 1667 in de Grote Zaal van het Kasteel in de Brabantse stad Breda, was een overeenkomst tussen de Republiek der Zeven Verenigde Nederlanden, Engeland, Frankrijk en Denemarken met afspraken op basis waarvan men bereid was de Tweede Engels-Nederlandse Oorlog te beëindigen.
Voorafgaand hieraan voerde Michiel de Ruyter, admiraal van de legervloot van de Republiek, een aanval uit op de legervloot van Engeland, bekend geworden als de Tocht naar Chatham, die de bepalingen van het verdrag voor de Republiek gunstig beïnvloedde.
Afgesproken werd dat het Nederlandse Nieuw-Amsterdam officieel aan de Engelsen werd overgedragen. De Republiek behield Suriname, dat kort voor de Vrede was veroverd. De Bovenwindse eilanden bleven ook bij de Republiek, evenals het Molukse eiland Run en een aantal forten aan de kust van West-Afrika. Deze forten waren nodig voor de slavenhandel. Ook werden de Engelse Scheepvaartwetten versoepeld.
Verder werd aan Frankrijk het Noord-Amerikaanse Acadië teruggegeven.
De Nederlandse publicatie van de ratificatie van de Vrede te Breda is ondertekend door de twee Engelse ambassadeurs Lord Denzil Holles en Henry Coventry, alswel de vijf Hollandse afgevaardigden Adolph Hendrik Ripperda tot Beurse, Hiëronymus van Beverningh, Allart Pieter van Jongestall, Pieter de Huybert tot Kraayenstein en Ludolf Tjarda van Starkenborgh.

## Keuze voor Breda
Karel II van Engeland was in 1651 naar het Europese vasteland gevlucht voor de dictator Oliver Cromwell. In het voorjaar van 1660 had hij zes weken op het Kasteel van Breda verbleven, als logé bij zijn zus Maria Henriëtte Stuart, de weduwe van Willem II van Oranje. Het kasteel was dan ook eigendom van de Oranjes. Karel II van Engeland wilde aanvankelijk de vredebesprekingen in 's-Gravenhage houden, maar de raadpensionaris Johan de Witt zag daar weinig heil in. Hij stelde een aantal andere steden voor, waaronder Breda. Karel II van Engeland koos toen voor Breda, de stad die hij immers kende.